# Monetaria
Monetaria Troschel, 1863 è un genere di molluschi gasteropodi appartenente alla famiglia Cypraeidae.
Il nome deriva dall'uso di queste conchiglie come moneta primitiva, in certe zone del mondo.

## Tassonomia
Il genere comprende le seguenti specie:
- Monetaria annulus (Linnaeus, 1758)
- Monetaria caputdraconis (Melvill, 1888)
- Monetaria caputophidii (Schilder, 1927)
- Monetaria caputserpentis (Linnaeus, 1758)
- Monetaria moneta (Linnaeus, 1758)
- Monetaria obvelata (Lamarck, 1810)